# Janek Ledecký
Janek Ledecký, właśc. Jan Ledecký (ur. 27 lipca 1962 w Pradze) – czeski piosenkarz, gitarzysta, kompozytor.
Jest frontmanem zespołu Žentour, autorem musicalu Hamlet i założycielem Teatru Kalich. Jego córką jest Ester Ledecká, potrójna złota medalistka Igrzysk Olimpijskich w 2018 i 2022 roku, a jego syn Jonáš pracuje jako rysownik.
Z formacją Žentour wydał sześć albumów. Po rozpadzie zespołu w 1992 roku rozpoczął karierę solową. W latach 1992–2015 nagrał 13 albumów.
W 1998 roku producent Martin Kumžák przekonał go do napisania musicalu Hamlet. Jego dzieło odniosło sukces, a sztuka była wystawiana również za granicą. Jego dorobek obejmuje także trzy inne musicale: Galileo, Vánoční zázrak i Iago.

## Dyskografia

### Z zespołem Žentour
- Žentour 001 (1986)
- Žentour 003 (1990)
- Žentour 005 (1991)
- Žentour 007 (2014)

### Twórczość solowa
Albumy studyjne
- Na ptáky jsme krátký (1992)
- Právě teď (1993)
- Některý věci jsou jenom jednou (1995)
- Sliby se maj plnit o Vánocích (1996)
- Mít kliku (1997)
- Na chvíli měj rád (2001)
- Ikaros (2005)
- 12 Vánočních nej (2007)
- Všichni dobří andělé (2014)
- Na konci duhy (2015)